# Ícolo e Bengo
Ícolo e Bengo es un municipio de la provincia de Luanda en Angola. En julio de 2018 tenía una población estimada de 126 935 habitantes.
Se encuentra ubicado al noroeste del país, junto a la costa del océano Atlántico y la desembocadura del río Cuanza.